# Post-it
Post-it (o pósit) es una marca registrada de 3M Company que identifica unas pequeñas hojas de papel autoadhesivo de varias dimensiones, formas y colores, aunque predominan los colores brillantes. Vienen en paquetes de varias hojas pegadas entre sí, que suelen llevar el pegamento solo en un extremo.

## Historia
Spencer Silver, científico de 3M, encontró algo notablemente distinto de lo que estaba buscando cuando trataba de mejorar los adhesivos de acrilato. Era un adhesivo que se formaba a sí mismo en pequeñas esferas y no se pegaba con mucha fuerza cuando se aplicaba a los soportes de cintas. Una vez inventado este adhesivo tan especial, la cuestión que se le planteaba a Silver era qué hacer con él.
El producto definitivo fue descubierto por Art Fry, investigador que había asistido a uno de los seminarios de Silver y estaba intrigado por el extraño adhesivo. La intensa curiosidad de Fry, su predilección por las soluciones prácticas y frustración que sentía por el hecho de que el papel separador de páginas cayera constantemente de su libro de himnos, le hizo descubrir que el adhesivo de Silver podría servir como separador más fiable e ideó el concepto de Post-it® Notas adhesivas.
En 1978, después de realizar muchos estudios para ver las diferentes reacciones que causaban los Post-it® Notas, los responsables del producto obtuvieron diferentes éxitos dependiendo de qué tipo de persona los utilizara. Ellos viajaron a diferentes partes de Estados Unidos e hicieron un gran esfuerzo en mostrar el producto y darlo a conocer. Llenaron a los distribuidores de oficina de muestra, y fue asombroso demostrar que el 90% de los consumidores que probaron el producto dijeron que lo comprarían, la dirección de 3M decidió seguir adelante con el lanzamiento del producto que ha revolucionado para bien el mundo de la oficina.
- 1980: Post-it Notes se lanzaron en EE. UU. con un enorme éxito, ya que vino a revolucionar el mundo de la comunicación.

- 1981: Post-it Notes se introdujeron en Canadá y Europa.

- 1990: Post-it Notes celebra su décimo aniversario y es reconocido como una de las marcas TOP de los consumidores de la década.

En el año 2010, 30 años después de su creación, 3M lanza al mercado una versión mejorada de los clásicos post-it, conocida como Super Sticky, la cualidad especial de estos nuevos post-it es que se adhieren un poco más fuerte que los anteriores, pero aún sin ser dañinos para el papel receptor del post-it. Esto es útil, por ejemplo, para adherirlos sobre superficies más porosas, tales como papel de diario, o papel de menor calidad, en los cuales el post-it clásico tiene un grado de adherencia menor. Así ofrecen una adhesión más firme y duradera que en la versión anterior.
Debido a su popularidad, en el año 2014 se introduce palabra castellanizada de la marca Pósit en la vigésima tercera edición del Diccionario de la Real Academia Española  (RAE).